# Peter Griffiths
Peter James Griffiths (Newcastle upon Tyne, 14 agosto 1957) è un ex calciatore inglese, di ruolo centrocampista.

## Carriera
Tra il 1978 ed il 1980 gioca in Western League con i semiprofessionisti del Bideford; nel novembre del 1980, a seguito di un provino conclusosi positivamente, viene prelevato per 15000 sterline dallo Stoke City, club della prima divisione inglese, diventando così professionista all'età di 23 anni ed abbandonando il lavoro di carrozziere che svolgeva in parallelo all'attività calcistica semiprofessionistica. Nella sua seconda partita con le Potteries realizza anche il suo primo gol tra i professionisti, ed in generale il suo rendimento nelle prime settimane da professionista è talmente positivo da indurre l'Everton, altro club di prima divisione, a fare un'offerta da 150000 sterline allo Stoke (ovvero dieci volte la cifra per cui i biancorossi l'avevano appena prelevato dal Bideford), che viene però rifiutata. Il finale di stagione è però meno positivo, tanto che nel complesso Griffiths chiude la stagione 1980-1981 con sole 10 presenze in campionato, con una rete segnata (ovvero quella del 27 dicembre 1980 nel 2-2 casalingo contro il Coventry City). Nella stagione 1981-1982 gioca invece stabilmente da titolare, mettendo a segno 3 reti in 31 partite di campionato; l'anno seguente, dopo un buon inizio di stagione, perde però il posto da titolare, concludendo la stagione 1982-1983 con una rete in 15 partite di campionato. L'anno seguente gioca invece solamente 4 partite (peraltro le sue ultime in carriera in prima divisione, categoria in cui ha complessivamente totalizzato 60 presenze e 5 reti), concludendo poi la stagione in prestito al Bradford City in terza divisione, giocandovi comunque solamente 2 partite.
Nell'estate del 1984 Griffiths si trasferisce al Port Vale, club di quarta divisione, dove torna a giocare con regolarità, andando in rete per 3 volte in 31 partite di campionato; nell'aprile del 1985 subisce però un grave infortunio che oltre a condizionarne il finale di stagione finisce per limitarne l'impiego anche nella stagione 1985-1986, nella quale finisce per giocare solamente 5 partite, che si rivelano peraltro essere le ultime dei suoi 6 anni nella Football League, nei cui campionati ha quindi totalizzato complessivamente 98 presenze e 9 reti. Continua poi per un periodo a giocare da professionista in Australia, prima al Salisbury Utd (club della prima divisione locale) e poi al Newcastle KB United (club di seconda divisione). Torna poi in patria, dove gioca ancora per diversi anni a livello semiprofessionistico (in particolare, con gli Stafford Rangers gioca anche in Football Conference, ovvero la quinta divisione nonché il più alto livello calcistico inglese al di fuori della Football League).